# Sekretær (møbel)
 For alternative betydninger, se Sekretær. (Se også artikler, som begynder med Sekretær)
En sekretær er et helt eller delvist aflåseligt skuffemøbel forsynet med en skriveplade, så møblet kan bruges som skrivebord. Var især populær i 1700-tallets Frankrig og betragtedes som en primært feminin luksusgenstand. Var forløber for det egentlige skrivebord. Såvel underdelens form som overdelens størrelse og udformning kan variere meget. Hvor skillelinien mellem en sekretær og en kommode på den ene side og en sekretær og et skrivebord på den anden side er på dansk lidt usikkert, men karakteristisk er, at der forekommer en skriveplade, samt at der er en opsats som er hævet over skrivepladen.